# Los reyes del mundo
Pour plus de détails, voir Fiche technique et Distribution.
Los reyes del mundo est un film colombien réalisé par Laura Mora Ortega, sorti en 2022.

## Synopsis
Rá, Culebro, Sere, Winny et Nano vivent dans les rues de Medellín. Les cinq enfants n'ont plus aucun contact avec leurs familles. Ils forment une sorte de clan fraternel et défendent des idéaux d'amitié et de dignité. Survivant dans un monde sans loi, ils se lancent dans un périlleux voyage au cœur de la Colombie. Ils espèrent y retrouver un lopin de terre que Rá a hérité de sa grand-mère décédée.

## Fiche technique
- Titre : Los reyes del mundo
- Réalisation : Laura Mora Ortega
- Scénario : Maria Camila Arias et Laura Mora Ortega
- Musique : Leonardo Heiblum et Alexis Ruiz
- Photographie : David Gallego
- Montage : Sebastian Hernandez et Gustavo Vasco
- Production : Cristina Gallego et Mirlanda Torres
- Société de production : Caracol Televisión, Ciudad Lunar Producciones, Dago García Producciones, Exile Content Studio, Iris Productions, Mer Films, Selva Cine, Talipot Studio et Tu vas voir Productions
- Société de distribution : Rézo Films (France)
- Pays :  Colombie,  Luxembourg,  France,  Mexique et  Norvège
- Genre : Aventure, drame et road movie
- Durée : 103 minutes
- Dates de sortie : 
  -  Colombie : 6 octobre 2022
  -  France : 29 mars 2023

## Distribution
- Carlos Andrés Castañeda : Rá
- Davison Florez : Sere
- Brahian Acevedo : Nano
- Cristian Campaña : Winny
- Cristian David Duque : Culebro
- Jacqueline Duque : Graciela
- Luis Eduardo Benjumea : Vayu
- Violeta Zabala : La Negro
- Esteher Posada Arias : la fonctionnaire de l'état civil
- Maria Adela Villa : la femme du bordel

## Distinctions
Lors du Festival international du film de Saint-Sébastien 2022, le film a remporté la Coquille d'or, le prix Feroz Zinemaldia et le prix SIGNIS.